# Il risveglio del tuono
Il risveglio del tuono (A Sound of Thunder) è un film di fantascienza del 2005 diretto da Peter Hyams, basato sul breve racconto di Ray Bradbury Rumore di tuono, del 1952. In Italia il film è stato distribuito solo per il mercato dell'home video nel 2008.

## Trama
(Tagline del film)
Chicago, 2055, i viaggi nel tempo sono diventati un business per Charles Hatton, fondatore della Time Safari Inc, ditta specializzata in battute di caccia nella preistoria, le quali devono svolgersi facendo attenzione a non alterare o prelevare qualsiasi oggetto o forma di vita del passato.
Uno dei cacciatori calpesta e uccide inconsapevolmente una farfalla. Quello che sembrava essere un episodio di poca rilevanza, sconvolgerà gli equilibri causando un radicale cambiamento nel futuro e mettendo a rischio l'esistenza dell'intera umanità. La semplice sparizione della farfalla dall'ecosistema di 65 milioni di anni prima, fa sì che nel tempo presente si creino delle onde temporali a scadenza periodica, ed ognuna di esse alteri progressivamente l'ecosistema, ma anche la flora e la fauna del tempo presente.
Persino gli animali si modificheranno in questo nuovo ecosistema: dapprima saranno più simili ai dinosauri poi saranno un misto tra un dinosauro e un babbuino o pipistrelli con pterodactylus; con l'ultima onda temporale, ormai il nuovo dominatore del pianeta avrà l'aspetto di un troodon evoluto (rettile simile all'uomo). Questa dell'apparizione dell'essere simile al troodon è la scena in cui Travis effettua il suo viaggio nel passato nell'esatto momento in cui i turisti del time safari lo avevano alterato, salvando la farfalla, l'umanità e nel contempo avvertendo la ragazza che il capo dell'organizzazione (d'accordo col controllore del Governo) aveva pericolosamente disattivato il filtro-biologico atto a verificare che nei viaggi nel tempo i clienti del safari non portino con sé alcun tipo di organismo vivente.
Naturalmente cambiando il passato e salvando il mondo dal cambiamento il protagonista non ha memoria di cosa sia successo, ma le registrazioni con la presenza di due Ryer e ciò che dice alla collega, faranno intuire la verità e forse fermare i viaggi temporali.

## Produzione
Il film ha avuto non pochi problemi di produzione. Inizialmente al progetto era interessato il regista Renny Harlin che avrebbe voluto come protagonista Pierce Brosnan. In seguito, dopo il dilungarsi dei tempi di produzione, Harlin abbandonò il progetto per dedicarsi a L'esorcista - La genesi. Successivamente il film fu assegnato al regista Peter Hyams. Durante la fase di post-produzione la casa di produzione andò in bancarotta e il film fu messo in archivio per mancanza di soldi per completare gli effetti speciali.
Gli effetti speciali sono stati interamente realizzati al computer e si caratterizzano per una grafica molto povera.

## Distribuzione
Il film sarebbe dovuto uscire negli Stati Uniti nel 2003 ma l'uscita fu posticipata al 2005. In Italia il film non è stato distribuito nelle sale, uscendo invece per il solo mercato Home video in edizione DVD agli inizi del 2008.

## Accoglienza

### Incassi
Il film - con un costo stimato di 80 milioni di dollari - ha globalmente incassato meno di 12 milioni di dollari. Il risveglio del tuono detiene un rating del 6% su 96 recensioni nel sito Rotten Tomatoes.

### Critica
Il film ha ricevuto critiche negative nella stragrande maggioranza delle recensioni, critiche riferite alla trama, agli effetti speciali scadenti, ad errori scientifici e ai capelli di Ben Kingsley.